# Vireolanius pulchellus
Vireolanius pulchellus là một loài chim trong họ Vireonidae.